# U8 (München)

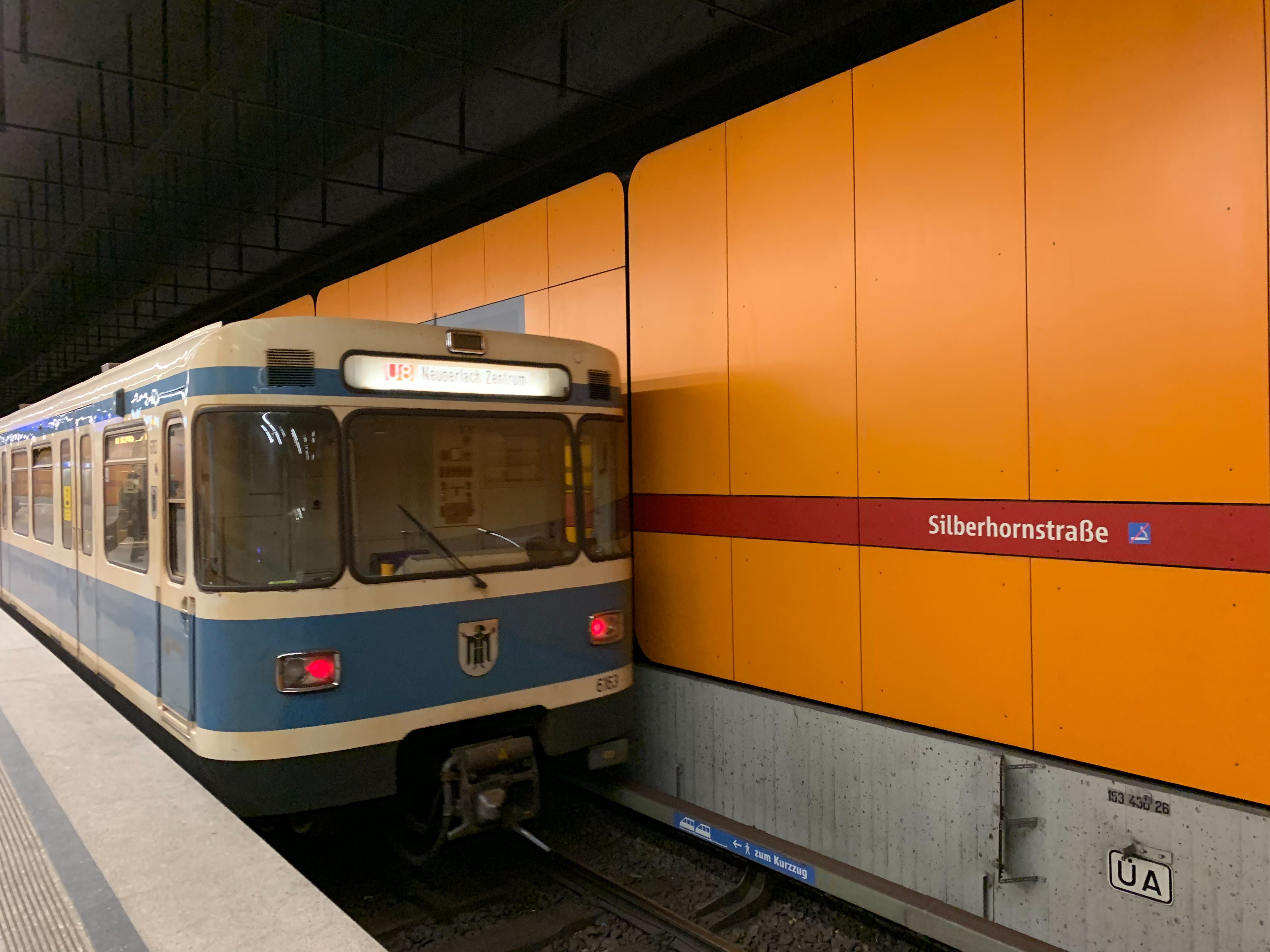

U8 is een metrolijn, onderdeel van de metro van München, in de Duitse stad München. De U2 had tot 1988 het lijnnummer U8 maar om lacunes te voorkomen werd de lijn vernummerrd in U2.

## Stations
| Station            | Overstappunt | Foto * | Type | Geopend         | Ligging                        | Wijk                         |
| ------------------ | ------------ | ------ | ---- | --------------- | ------------------------------ | ---------------------------- |
| Olympiazentrum     |              | 440 !  |      | 8 mei 1972      | 48° 10′ 49″ NB, 11° 33′ 20″ OL | Milbertshofen                |
| Petuelring         |              | 450 !  |      | 8 mei 1972      | 48° 10′ 33″ NB, 11° 33′ 57″ OL | Milbertshofen Schwabing-West |
| Scheidplatz        |              | 460 !  |      | 8 mei 1972      | 48° 10′ 17″ NB, 11° 34′ 24″ OL | Schwabing-West               |
| Hohenzollernplatz  |              | 480 !  |      | 18 oktober 1980 | 48° 09′ 41″ NB, 11° 34′ 7″ OL  | Schwabing-West               |
| Josephsplatz       |              | 490 !  |      | 18 oktober 1980 | 48° 09′ 19″ NB, 11° 34′ 2″ OL  | Maxvorstadt                  |
| Theresienstraße    |              | 500 !  |      | 18 oktober 1980 | 48° 09′ 4″ NB, 11° 33′ 53″ OL  | Maxvorstadt                  |
| Königsplatz        |              | 510 !  |      | 18 oktober 1980 | 48° 08′ 45″ NB, 11° 33′ 49″ OL | Maxvorstadt                  |
| Hauptbahnhof       |              | 760 !  |      | 18 oktober 1980 | 48° 08′ 25″ NB, 11° 33′ 40″ OL | Ludwigsvorstadt              |
| Fraunhoferstraße   |              | 1150 ! |      | 18 oktober 1980 | 48° 07′ 45″ NB, 11° 34′ 28″ OL | Isarvorstadt                 |
| Kolumbusplatz      |              | 1160 ! |      | 18 oktober 1980 | 48° 07′ 11″ NB, 11° 34′ 35″ OL | Au                           |
| Silberhornstraße   |              | 1310 ! |      | 18 oktober 1980 | 48° 06′ 54″ NB, 11° 34′ 50″ OL | Obergiesing                  |
| Untersbergstraße   |              | 1320 ! |      | 18 oktober 1980 | 48° 06′ 45″ NB, 11° 35′ 16″ OL | Obergiesing                  |
| Giesing            |              | 1330 ! |      | 18 oktober 1980 | 48° 06′ 39″ NB, 11° 35′ 44″ OL | Obergiesing Ramersdorf       |
| Karl-Preis-Platz   |              | 1340 ! |      | 18 oktober 1980 | 48° 07′ 6″ NB, 11° 36′ 33″ OL  | Ramersdorf                   |
| Innsbrucker Ring   |              | 1350 ! |      | 18 oktober 1980 | 48° 07′ 14″ NB, 11° 37′ 8″ OL  | Berg am Laim Ramersdorf      |
| Michaelibad        |              | 1360 ! |      | 18 oktober 1980 | 48° 07′ 7″ NB, 11° 37′ 54″ OL  | Berg am Laim Perlach         |
| Quiddestraße       |              | 1370 ! |      | 18 oktober 1980 | 48° 06′ 31″ NB, 11° 38′ 47″ OL | Perlach                      |
| Neuperlach Zentrum |              | 1380 ! |      | 18 oktober 1980 | 48° 06′ 4″ NB, 11° 38′ 47″ OL  | Perlach                      |

* De sorteerwaarde van de foto is de ligging langs de lijn